# جامعة تسودا
جامعة تسودا (باليابانية: 津田塾大学، بالروماجي: Tsudajuku daigaku) هي جامعة خاصة نسائية تقع في كودايرا في طوكيو، وهي إحدى أقدم مؤسسات التعليم العالي الموجهة للنساء فقط في اليابان والتي ساهمت بتقدم المرأة في المجتمع الياباني لأكثر من قرن.

## التاريخ

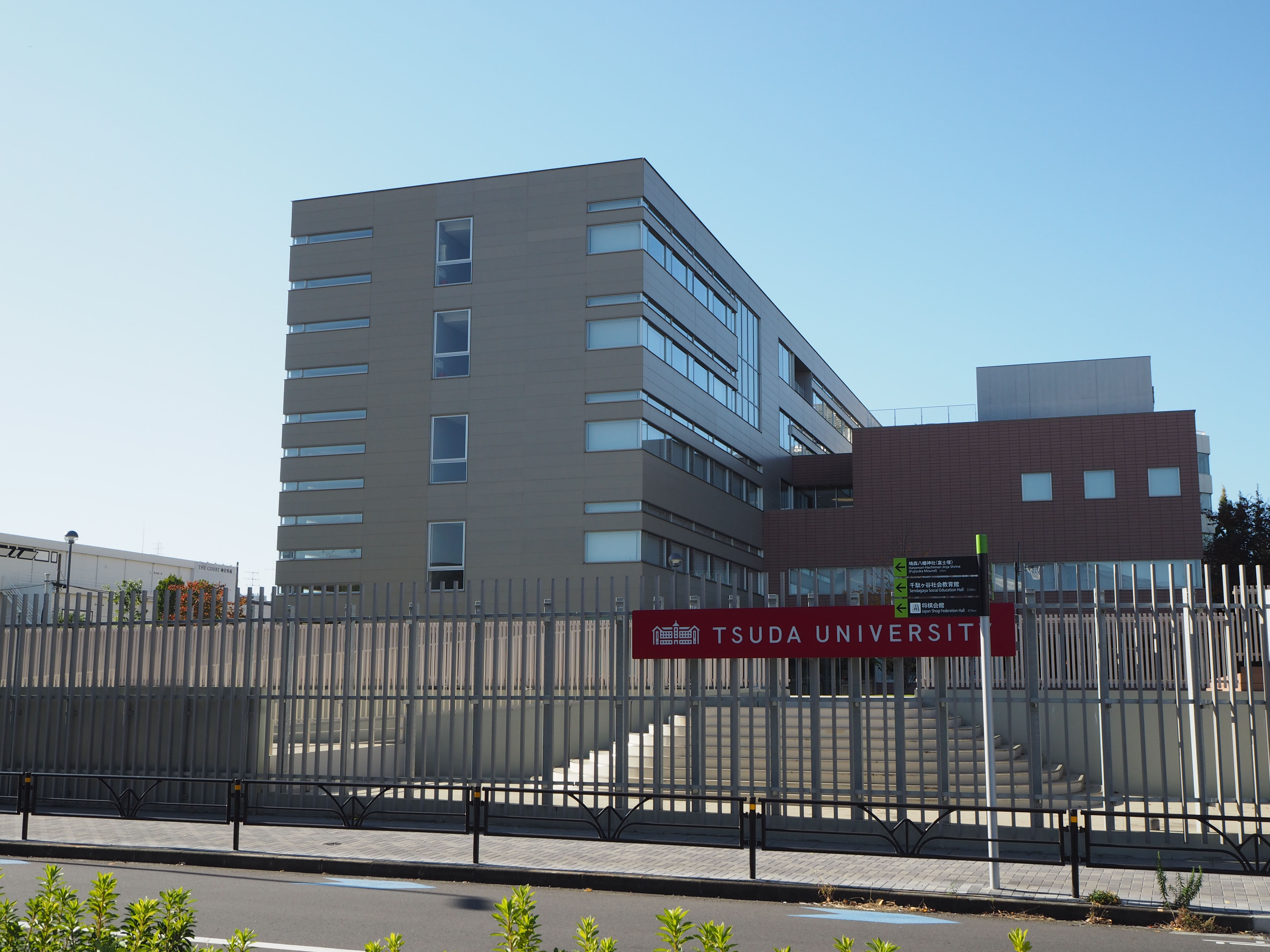
جامعة تسودا، حرم سينداغايا.

تأسست الجامعة عام 1900 من قبل تسودا أوميكو تحت مسمى (المدرسة الإنجليزية الخاصة للنساء)، لاحقًا تغير إسمها ليصبح (مدرسة تسودا الخاصة الإنجليزية) عام 1933، ثم إلى (مدرسة تسودا المهنية الخاصة)، وأخيرًا (كلية تسودا الخاصة) عام 1948.
ومنذ أبريل 2017 بعد إستحداث كلية جديدة، تم تغيير ترجمة اسم كلية تسودا بالإنجليزية لتصبح جامعة تسودا، تحتوي الجامعة على كليتين أساسيتين وعدة أقسام وهي:
- كلية الفنون المتحررة في حرم كودايرا (طوكيو)، أقسامها:
  - قسم اللغة الإنجليزية.
  - قسم الدراسات الدولية والثقافية.
  - قسم التعاون الدولي والدراسات متعددة الثقافات.
  - قسم الرياضيات.
  - قسم علوم الحاسوب.
- كلية الدراسات السياسية في حرم سينداغايا [الإنجليزية] (طوكيو)، بقسم واحد:[2]
  - قسم الدراسات السياسية.

## أبرز الخريجات منها
- تاكي فوجيتا [الإنجليزية]، الرئيسة الرابعة لكلية تسودا (1962-1972).
- كوميكو هابا [الإنجليزية]، متخصصة بالعلوم السياسية والعلاقات الدولية.
- ميتشيكو إينوكاي، مؤلفة.
- إتشيكو كاميتشيكا [الإنجليزية]، سياسية.
- مييكو كاميا [الإنجليزية]، معالجة نفسية.
- موتوكو كاتاكورا [الإنجليزية]، عالمة أنثروبولوجيا متخصصة بالدراسات الإسلامية، وأول مديرة امرأة لمركز البحث الدولي للدراسات اليابانية [الإنجليزية].
- ميتسويو كوسانو [الإنجليزية]، مذيعة أخبار.
- يوريكو مادوكا [الإنجليزية]، سياسية.
- يوكو ماتسوأوكا ماكلاين، بروفيسورة في اللغة اليابانية وآدابها.
- تشيه ناكانيه، أول أستاذة تعين في جامعة طوكيو.
- توموكو نامبا [الإنجليزية]، مؤسسة ومديرة شركة دي أن إيه المحدودة
- إيميكو أونوكي-تيرني [الإنجليزية]، عالمة إنثروبولوجيا.
- ناتسوكو تودا [الإنجليزية]، مترجمة.
- أكيكو ياماناكا [الإنجليزية]، سياسية.
- نوريكو يوي [الإنجليزية]، عالمة رياضيات.

## طالع أيضًا
- جامعة غاكوشوين
- جامعة هيروشيما
- جامعة واسيدا
- التعليم العالي في اليابان
- جامعة هوكايدو

## روابط خارجية
- الموقع الرسمي باللغة الإنجليزية
- الموقع الرسمي باللغة اليابانية